# 萨雷塔什 (阿赖区)

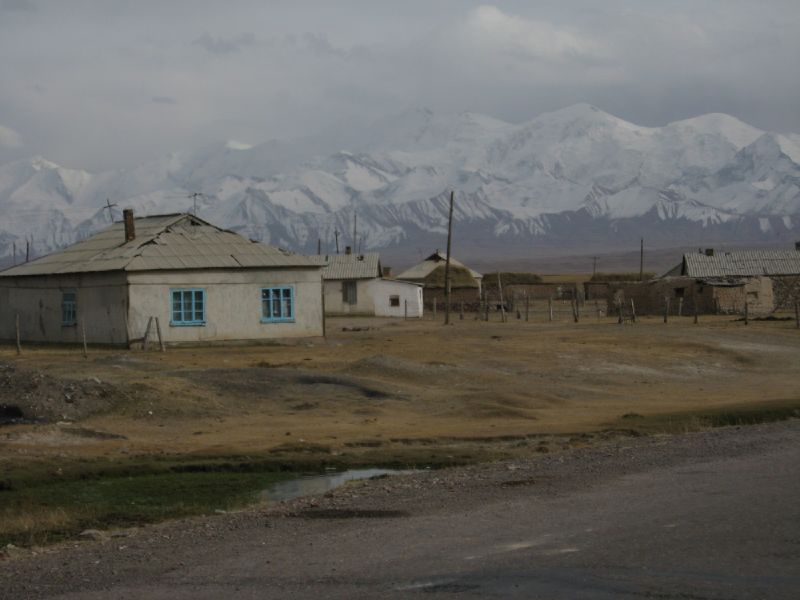
萨雷塔什的房子

萨雷塔什 (Sary-Tash) 是吉尔吉斯斯坦奥什州阿赖区的一个村庄和主要十字路口。 2021 年，其人口为 2,337 人。直到 2012 年，它还是一个市級鎮。包括北部附近的城镇和村庄Ak-Bosogo(8 km或5 mi)和Chagyr(14 km或9 mi)。
虽然这个偏远的村庄只有一些商店咖啡馆、一个加油站和五家宾馆（2016 年 3 月），但它是连接中国、吉尔吉斯斯坦和塔吉克斯坦的重要公路枢纽。它的名字来源于突厥语词根，意思是“黄色石头”。
在北部，帕米爾公路穿过Taldyk Pass，到达费尔干纳盆地的Gülchö和奧什。向南，离开Alay Valley后，帕米爾公路上升至 4280 米的Kyzylart Pass，进入塔吉克斯坦。公路A371向东80（50英里）处是通往中国新疆喀什市的伊尔克什坦口岸。向西，公路A372 通往Alay Valley的卡拉梅克。西邊的卡拉梅克–Jirgital口岸 (吉尔吉斯斯坦–塔吉克斯坦)，是一个双边口岸，通往塔吉克斯坦杜尚别，对外国人不开放。

## 历史
1894 年，瑞典旅行家斯文·赫定 ( Sven Hedin ) 造访了萨雷塔什(Sary-Tash)。